# André Barthélemy de Courcay
André Barthélemy de Courcay (Aubagne, 1744 – Parigi, 1799) è stato un bibliotecario e numismatico francese; è stato il primo Presidente del Conservatoire della Bibliothèque nationale de France.

## Biografia
Era nipote dell'abate Barthélemy, che lo fece entrare nel 1775 al Cabinet des Medailles, di cui era il direttore. Alla sua morte, nell'aprile del 1795, gli succedette nella carica.
Il 5 brumaio dell'anno IV (26 ottobre 1795), fu eletto per un mandato di un anno come presidente del Conservatoire, l'istituzione che aveva preso il posto della Bibliothèque de la Nation.